# ويليام أمير ويلز

ويليام (بالإنجليزية: Wiiliam, Prince of Wales) (21 يونيو 1982 -)؛ أمير ويلز. هو الابن البكر للملك تشارلز الثالث ملك بريطانيا من زوجته الأولى ديانا أميرة ويلز، وهو ولي عهد العرش البريطاني منذ تولي والده العرش في 10 سبتمبر 2022 تخرج من أكاديمية ساندهيرست العسكرية الملكية. في 16 نوفمبر 2010 أعلن عن خطوبته من كيت ميدلتون، وتم زفافهما في 29 أبريل 2011، وقد منحته الملكة إليزابيث الثانية وزوجته الأميرة كاثرين في يوم زفافهما لقب دوق ودوقة كامبريدج.
وُلد ويليام في مستشفى سانت ماري في لندن، وتلقى تعليمه في مدرسة ويذربي، ومدرسة لودغروف وكلية إيتون. قضى فترة من سنة الاستراحة في بليز وتشيلي قبل أن يحصل على درجة الماجستير في الآداب تخصص جغرافيا من جامعة سانت أندروز الاسكتلدنية. تدرب ويليام بعد ذلك في أكاديمية ساندهيرست العسكرية الملكية قبل أن يلتحق بحرس الزرق والملكيين (بلوز آند رويالز). تخرج ويليام، في أبريل 2008، من كلية كرانويل للقوات الجوية وانضم إلى فرقة البحث والإنقاذ التابعة لسلاح الجو الملكي في أوائل عام 2009. عمل طيارًا بدوام كامل مع إسعاف شرق أنجليان الجوي منذ يوليو 2015 لمدة عامين.
يؤدي الدوق واجبات والتزامات رسمية نيابة عن الملكة. ويرعى ويليام أكثر من 30 منظمة خيرية وعسكرية، منها منظمة تاسك ترست، وسنتربوينت، وجمعية لندن الخيرية للإسعاف الجوي. يتولى تنفيذ مشاريع عبر المؤسسة الملكية، إلى جانب عمله الخيري الذي يدور حول الصحة العقلية، والحفاظ على البيئة، والعاملين في الطوارئ. أسس، في ديسمبر 2014، مبادرة «متحدون من أجل الحياة البرية»، والتي تهدف إلى الحد من الاتجار غير المشروع بالأحياء البرية في جميع أنحاء العالم. بدأ أمراء كامبريدج والأمير هاري، في أبريل 2016، حملة التوعية بالصحة العقلية «رؤوسنا معًا» لتشجيع الناس على الانفتاح حول قضايا صحتهم العقلية. أطلق ويليام، في أكتوبر 2020، جائزة إيرثشوت، وهي مبادرة بقيمة 50 مليون جنيه إسترليني لتحفيز إيجاد حلول بيئية على مدى العقد المقبل.
أصبح الأمير ويليام، في عام 2011، دوق كامبريدج، وذلك قبل زواجه من كاثرين ميدلتون. أنجب الزوجان ثلاثة أطفال: الأمير جورج، والأميرة شارلوت، والأمير لويس.

## شبابه
الأمير وليام هو الابن الأول للأمير تشارلز وديانا أميرة ويلز، وهو ثالث أحفاد الملكة إليزابيث الثانية. تم تعميده في قاعة الموسيقى في قصر بكنغهام، وكان ذلك التعميد في الرابع من أغسطس سنة 1982 وصادف ذلك اليوم ذكرى يوم ميلاد الملكة الأم، وكونه حفيد إليزابيث الثانية وابن الأمير تشارلز فلقد تم منحه اللقب الفخري صاحب السمو الملكي الأمير وليام ويلز، ولكنه كان ينادى من طرف والديه باسم Wombat وهم الاسم التي اخترع من طرف الصحافة، كان الأمير الصغير يخبر أمه أنه يريد أن يكون ضابط شرطة عندما يكبر، حتى يكون له القدرة على حمايتها، وفي إثر ذلك التصريح أجابه أخاه الأصغر الأمير هاري" أوه، لا، لا تستطيع، يجب أن تكون ملك"، أول ظهور علني للأمير ويليام أمام الشعب كان في 1 مارس 1991 (عيد القديس ديفيد) إثر زيارة رسمية قام بها والداه إلى كارديف وفور وصولهم ونزولهم من الطائرة، نُقل الأمير ويليام إلى كاتدرائية حيث قام بالإمضاء في كتاب الزائر مستخدماً يده اليسرى.
وفي 3 يونيو 1991، نقل الأمير وليام إلى مستشفى رويال بيركشاير، بعد تعرضه للضرب غير عمدي أدى إلى جرحه بجانب الجبهة وكان ذلك من طرف زميله في إحدى نوادي الغولف، بعد أن نجى من الموت بأعجوبة كما أن العجيب في الأمر أن الأمير لم يفقد إدراكه ولكنه تعرض لكسور في الجمجمة أدت إلى إجراء عملية جراحية له في مستشفى شارع أورموند الكبير، وتركت له الضربة بعض الآثار بجانب جبهته.
كانت أم الأمير ديانا أميرة ويلز ، تحب أن تجعل طفليها يحوزان على انفتاح أوسع حول الملكية والملوك، فقامت بنقل الأمير ويليام وشقيقه إلى حديقة والت ديزني بارك وماكدونالدز، وبالإضافة إلى ذلك فقد قاموا بزيارة لأشخاص المتضررين من فيروس الإيدز وملاجئ للمشردين، كما أنها قامت بشراء أشياء لهم كانت أكثر شيوعاً لدى المراهقين كألعاب فيديو.
وفي أثناء انفصال ديانا أميرة ويلز عن الأمير تشارلز ، تعرضت ديانا أميرة ويلز لحادث مرور خطير في 30 أغسطس 1997 فارقت الأميرة الحياة على أثره بصحبة دودي الفايد ابن رجل الأعمال المصري والملياردير محمد الفايد اللذان قررا أن يسرعا بسيارة ليموزين التي كان يقودها سائق يدعى هنري، وقد قررا أن يزيدا من سرعة سير السيارة حتى لا تلاحقهما المصورون وعدسات الكاميرا. وكان وليام وشقيقه ووالده في ذلك الوقت في قلعتهم بالمورال، وانتظر الأمير تشارلز حتى صباح الغد ليعلن لولديه وفاة والدتهما وكان سماع الخبر وقع خاص على الولدين.

## التعليم
تلقى ويليام تعليمه في عدد من المدارس المستقلة بدءًا من دار جين مينور للحضانة ومدرسة ويذربي للمرحلة ما قبل التحضيرية في لندن. التحق بعدها بمدرسة لودغروف الواقعة بالقرب من بلدة ووكينغهام في مقاطعة باركشير، وأخذ دروسًا خصوصية خلال أشهر الصيف على يد روري ستيوارت. اشترك بمسابقات كرة القدم والسباحة وكرة السلة ورماية الأقراص الفخارية والعدو الريفي التي كانت تنظمها مدرسة لودغروف. تقدم لامتحان القبول في كلية إيتون وقُبِل بها. وهناك درس الجغرافيا وعلم الأحياء وتاريخ الفن (المستوى الأول) وحصل على درجة ممتاز في الجغرافيا ودرجة جيد في علم الأحياء وتاريخ الفن. أصبح ويليام قائدًا لفريق السباحة في كلية إيتون وذلك على خلفية ممارسته لهذه الرياضة بروحٍ تنافسية عالية في مدرسة لودغروف. كذلك بدأ بلعب كرة الماء وواصل لعب كرة القدم ليقود فريق دفعته.
كان قرار تسجيل ويليام في كلية إيتون مخالفًا لتقليد العائلة في إرسال أطفال العائلة الحاكمة إلى مدرسة جوردونستون التي درس فيها كل من جده ووالده وعميه وأبناء عمومه. كذلك درس كل من والد ديانا وشقيقها في كلية إيتون. توصلت العائلة المالكة إلى اتفاقٍ مع الصحافة الصفراء من أجل السماح لويليام بالدراسة دون تطفل مقابل حصولهم على تحديثات منتظمة عن حياته. قال رئيس لجنة الشكاوى الصحفية جون ويكهام حول الاتفاق: «الأمير ويليام ليس مؤسسةً وليس نجم مسلسلات أو بطل كرة قدم بل هو محض فتىً وحسب، ولكنه سوف يكبر ويغدو رجلًا خلال السنوات القليلة القادمة وقد يكون ذاك الجزء من حياته الجزء الأكثر أهمية وربما الأكثر ألمًا».
أخذ ويليام بعد استكماله دراسته في كلية إيتون سنة تفرَّغ خلالها للمشاركة في المناورات التي أجراها الجيش البريطاني في بليز وعمل في مزارع الألبان الإنجليزية وزار إفريقيا بعد ذلك. عمل ويليام في مشاريع البناء المحلية في بلدة تورتل الواقعة في جنوب تشيلي لمدة عشرة أسابيع وقام بتعليم اللغة الإنجليزية، وذلك كجزء من برنامج رالي الدولي. عاش مع غيره من المتطوعين الشباب وتشاركوا المهام المنزلية في ما بينهم ومن ضمنها تنظيف المرحاض -وكذلك تطوع ليعمل كمنسقٍ موسيقي في إحدى المحطات الإذاعية المحلية. دفعه اهتمامه بالثقافة الإفريقية إلى تعليم نفسه اللغة السواحلية.
عاد ويليام إلى المملكة المتحدة والتحق بجامعة سانت أندروز بحلول عام 2001. وافقت وسائل الإعلام على الإحجام عن انتهاك خصوصية ويليام وذلك في ترتيبٍ مماثل لما حصل خلال الوقت الذي قضاه في كلية إيتون. كذلك وجه تحذير إلى الطلاب حتى يمتنعوا عن تسريب أخباره إلى الصحافة. لم يثنه الانتباه الإضافي الذي لاقاه وباشر بدراسة مقرر في تاريخ الفن ولكنه غير مادة دراسته الأساسية في ما بعد لتصبح الجغرافيا. كتب ويليام أطروحته الأكاديمية عن الشعاب المرجانية في جزيرة رودريغز الواقعة في المحيط الهندي وتخرج حاصلًا على شهادة ماجستير في الآداب بمرتبة الشرف من الدرجة الثانية في عام 2005. مثل ويليام الفريق الإسكتلندي الجامعي لكرة الماء في بطولة الأمم الكلتية لسنة 2004. كان الطلاب الآخرون ينادونه بـ«ستيف» تحسبًا لأن يسمع الصحفيون اسمه بالصدفة ويدركون هويته الحقيقية. عاد ويليام إلى جامعة سانت أندروز بصحبة زوجته كالراعي للذكرى السنوية الستمائة على تأسيس الجامعة في شهر فبراير عام 2011.
تدرب ويليام على إدارة الأراضي في منزل تشاتسورث وعلى الأعمال المصرفية في مصرف إتش إس بي سي بعد تخرجه من الجامعة. باشر بدراسة مقرر مهني في الإدارة الزراعية بجامعة كامبريدج في عام 2014، وذلك استعدادًا لتسلمه إدارة دوقية كورنوول. كان هذا المقرر من تنظيم برنامج كامبريدج لقيادة الاستدامة والذي كان والده راعيًا له.

## خدمته في القوات المسلحة والإسعاف الجوي

### التدريب والانتدابات العسكرية
قُبل ويليام بالأكاديمية الملكية العسكرية في ساندهيرست وجاء ذلك عقب القرار الذي اتخذه بالانخراط في العمل العسكري في شهر يناير من عام 2006. سار على خطا شقيقه الأصغر ملتحقًا بكتيبة البلوز والرويالز وأصبح قائدًا لقوات وحدة الاستطلاع المدرعة حاملًا لقب «الملازم ويلز». قضى بعدها خمسة أشهر وهو يتحضر لاستلام المنصب في معسكر بوفينغتون ب مقاطعة دورست.
أدى ترتيب ويليام كثاني شخص على خط وراثة العرش حينذاك واتفاق الوزراء على عدم تعريض هذا الشخص إلى مواقف خطرة إلى تقليص فرص مشاركته في القتال، ولكن زادت فرصه بعد العدول عن إرسال الأمير هاري في عام 2007، والذي جاء على خلفية ظهور عدد من «التهديدات المحددة». وعوضًا عن ذلك، ذهب ويليام للتدرب في البحرية الملكية كملازم مبتدئ والتحق بسلاح الجو الملكي كضابط طيار وكانت هاتان الرتبتان تعادلان رتبة ملازم في الجيش.
التحق ويليام في قاعدة كرانويل التابعة لسلاح الجو الملكي بعدما استكمل تدريبه. قدم له والده وسام أجنحة سلاح الجو الملكي بعدما أنهى الدورة وحصل على وسامه بعدما أنهى تدريبه في كرانويل. سافر ويليام خلال فترة انتدابه إلى أفغانستان على متن طائرة بوينغ سي-17 غلوب ماستر في مهمة لاستعادة جثة المظلي روبرت بيرسون. انتُدب ويليام بعدها للتدرب لدى البحرية الملكية، واستكمل دورة تأهيلية ليصبح ضابطًا بحريًا في الكلية البحرية الملكية البريطانية. شارك ويليام في عملية لمصادرة شحنة مخدرات بلغت قيمتها 40 مليون جنيه إسترليني في المحيط الأطلسي في شمال شرق جزيرة باربادوس حين كان على متن سفينة أيرون ديوك في شهر يونيو من عام 2008. وكان أحد أعضاء طاقم مروحية لينكس التي ساعدت في مصادرة 900 كغ من الكوكايين من أحد القوارب السريعة.

### خدمته في سلاح الجو الملكي
نقل ويليام تفويضه إلى سلاح الجو الملكي ليترقى إلى رتبة ملازم طيار في شهر يناير من عام 2009. تدرب ليصبح طيارًا مروحيًا مع قوة البحث والإنقاذ التابعة لسلاح الجو الملكي. تخرج من مدرسة الطيران المروحي الدفاعي الكائنة في محطة شوبيري في شهر يناير عام 2010. وانتقل إلى وحدة البحث والإنقاذ التأهيلية في محطة فالي بجزيرة أنغلزي في يوم 26 يناير عام 2010. تلقى تأهيلًا على مروحية إس إتش-3 سي كينغ للبحث والإنقاذ وتخرج من هناك في شهر سبتمبر عام 2010. جعله ذلك أول فرد من العائلة المالكة البريطانية يعيش في ويلز منذ هنري السابع.
جاءت أول مهمة إنقاذ نفذها ويليام كطيار مساعد على مروحية إس إتش-3 سي كينغ كاستجابة للنداء الطارئ الذي أطلقه خفر سواحل ليفربول بتاريخ 2 أكتوبر عام 2010. كذلك شارك في مهمة البحث والإنقاذ المرتبطة بسفينة الشحن التي غرقت في البحر الأيرلندي في شهر نوفمبر عام 2011. شارك ويليام كطيار مساعد في إنقاذ اثنين من البحارة.
أرسِل ويليام إلى جزر الفوكلاند لجولة مدتها ستة أسابيع في الرحلة رقم 1564 خلال الفترة الممتدة من فبراير إلى مارس عام 2012. أدانت الحكومة الأرجنتينية إرسال ويليام إلى الجزر مع اقتراب الذكرى الثلاثين لاندلاع حرب الفوكلاند التي تعتبرها الأرجنتين «عملًا استفزازيًا». حصل الأمير ويليام على التأهيل الذي مكنه من أن يصبح طيارًا أو طيارًا مسؤولًا عن قيادة طائرة إس إتش-3 سي كينغ في شهر يونيو من عام 2012. انتهت خدمته كطيار بحث وإنقاذ في سلاح الجو الملكي في سبتمبر عام 2013. أصبح في ما بعد راعيًا لوحدة رحلة معركة بريطانيا التذكارية.

## حياته الخاصة
التقى الأمير ويليام بكاثرين لأول مرة في جامعة سينت أندروز أثناء دراستهما في إسكتلندا وقد بدأت كعلاقة صداقة في 2001 ثم تطورت العلاقة بينهما، وبعد مرور 6 سنوات على علاقتهم انفصل الاثنان 2007 (لمدة 8 أسابيع تقريبًا) وعادت علاقتهما في بداية 2008.
في أكتوبر 2010، سافر الأمير ويليام بصحبة كيت ميدلتون إلى سفاري كينيا، وهناك تقدم لها بطلب الزواج منها ولقد كان الخاتم خاتم خطبة الأميرة ديانا من الأمير تشارلز.
في أبريل 2011، أقيم زفافهما في كنيسة وستمنستر في حفل زفاف وصف بزفاف القرن. وبعد الانتهاء من مراسم الزواج استقل العروسان عربة تجرها الخيول، وهي العربة نفسها التي استخدمها والدا الأمير ويليام تشارلز وديانا يوم زفافهما وقد كلف الزواج أكثر من 34 مليون دولار.
في يونيو 2013 رزق الأمير ويليام بمولوده الأول جورج أمير كامبردج والوريث الثالث للعرش الملكي البريطاني.
في 2 مايو 2015، أنجبت كيت ميدلتون دوقة كامبردج الطفلة الثانية لهما؛ شارلوت أميرة كامبردج والوريثة الرابعة للعرش بعد جدها ووالدها وأخيها جورج.
أعلن قصر كنسينغتون في 4 سبتمبر 2017 عن أن دوق ودوقة كامبريدج ينتظران طفلهما الثالث، ولد الطفل في 23 أبريل 2018 وأطلق عليه اسم لويس.

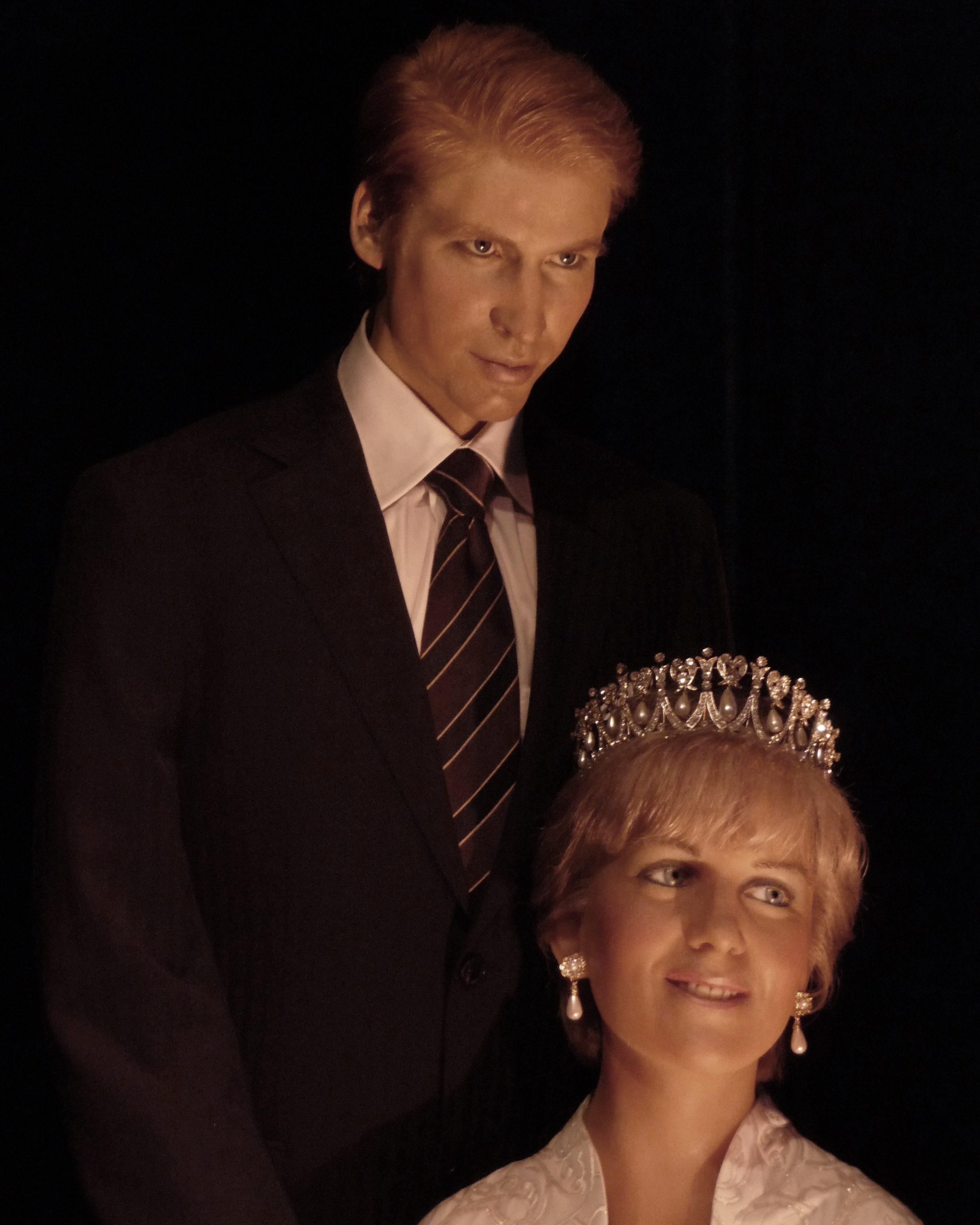
الأمير هاري مع والدته الأميرة ديانا

## معرض الصور

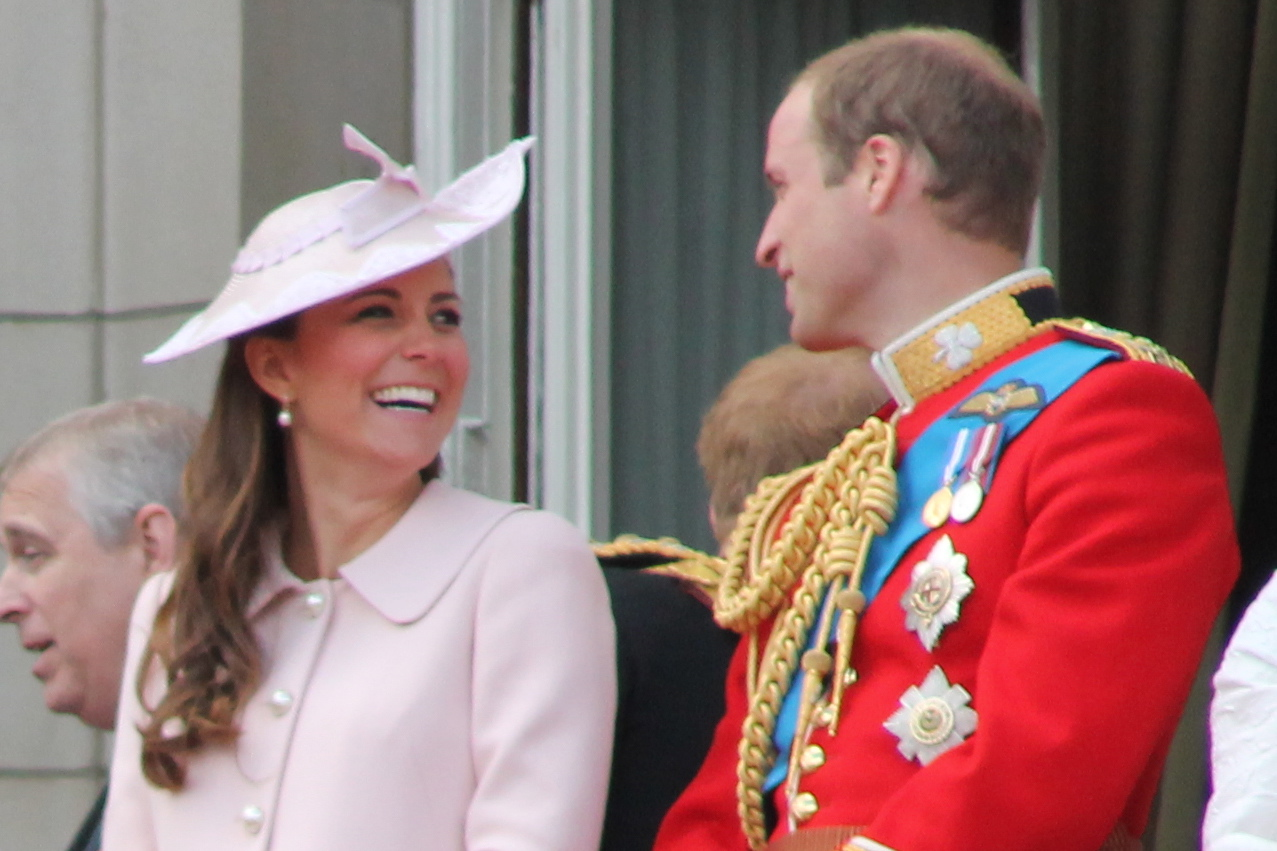
الامير ويليام دوق كامبريدج مع دوقة كامبريدج
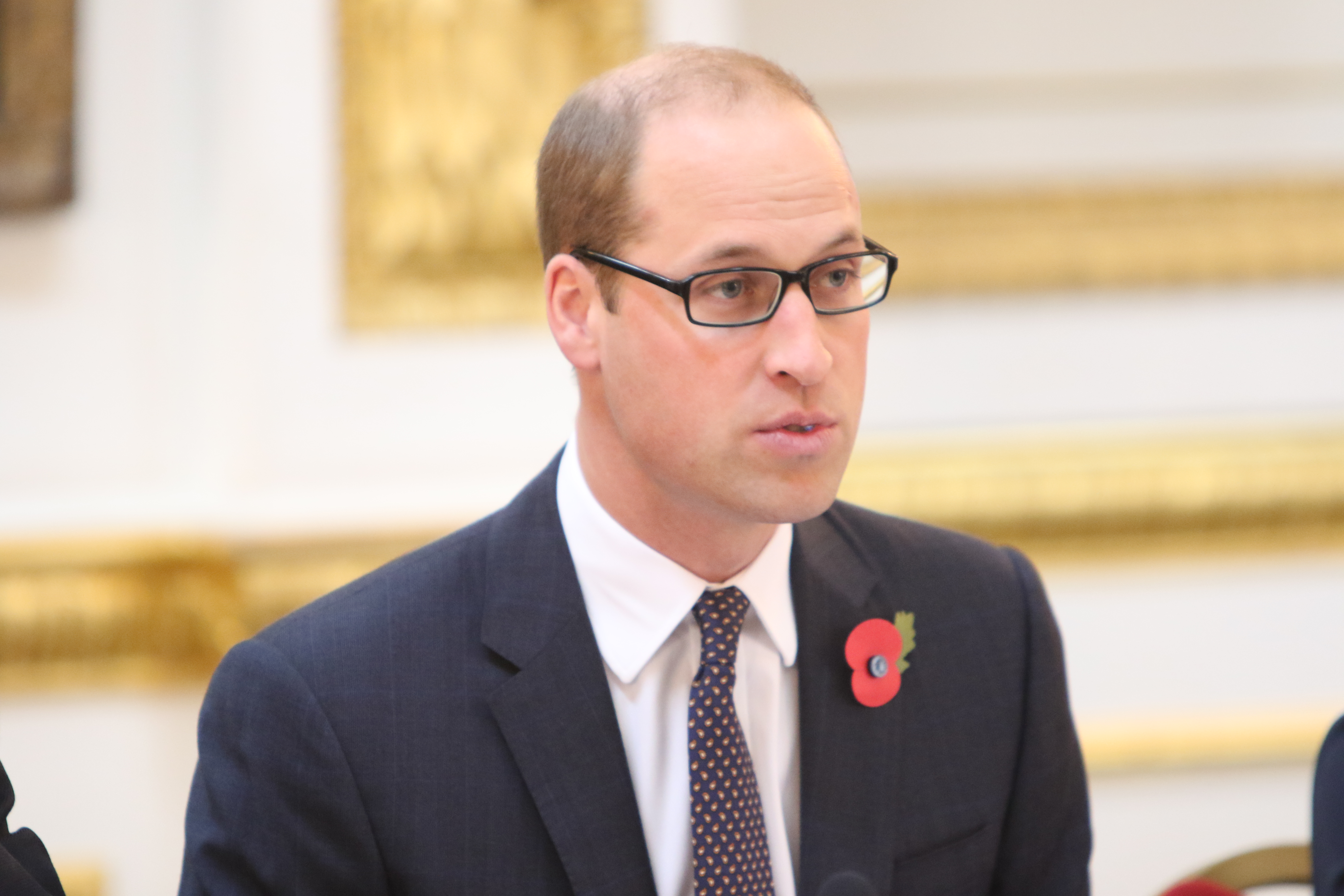
الامير ويليام في أحد المؤتمرات
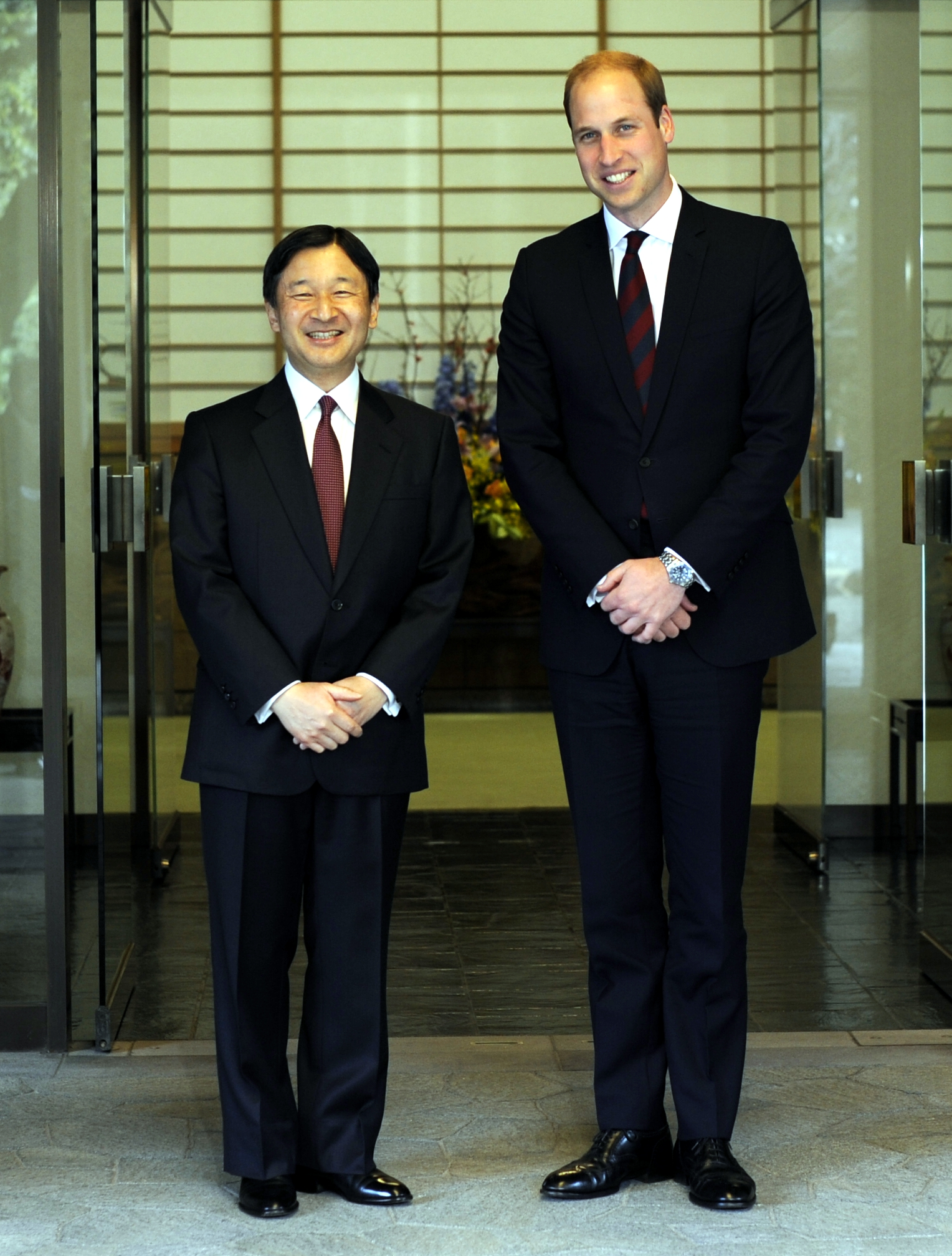
الامير وليام مع امبراطور اليابان
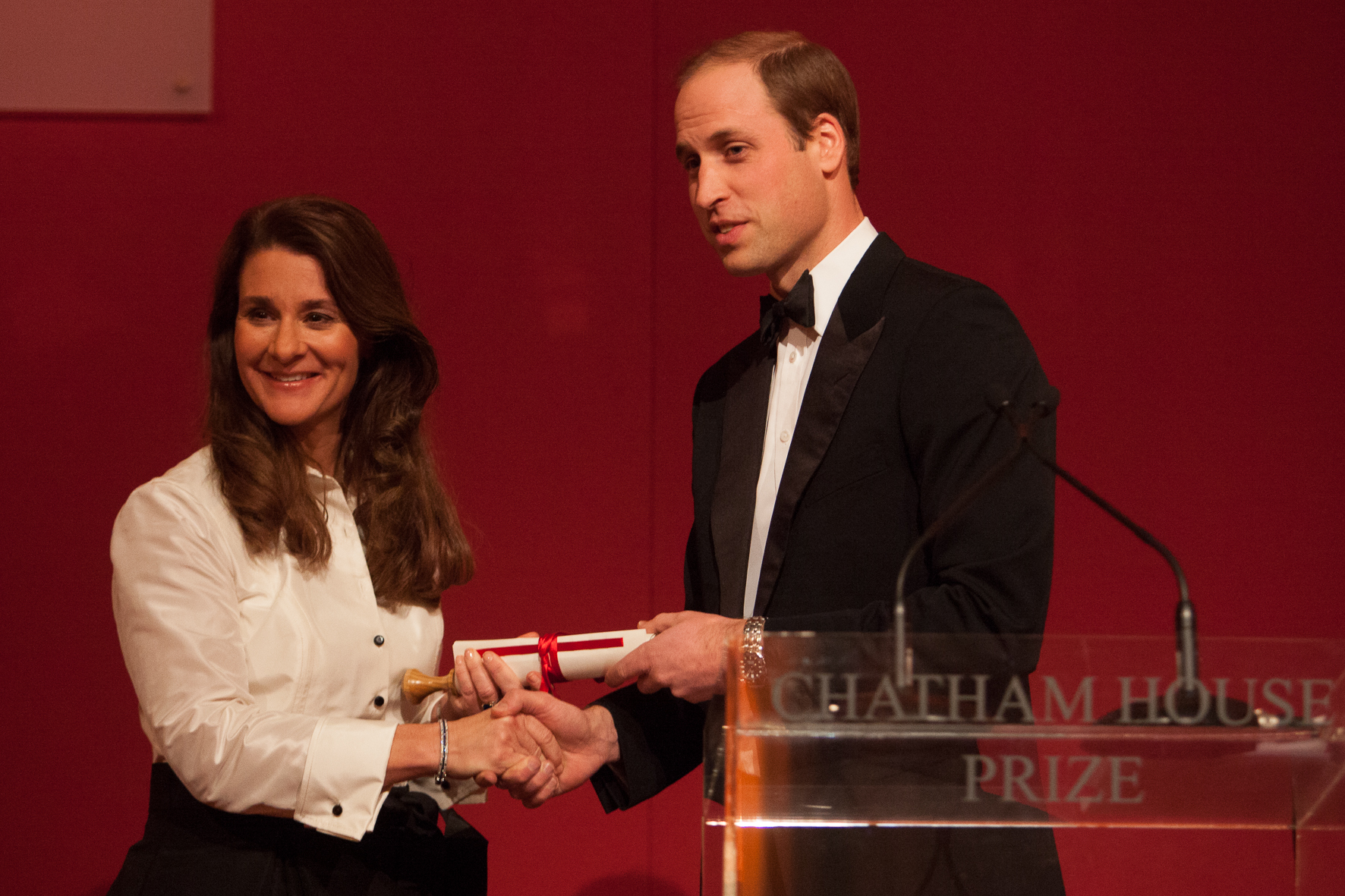
خلال استلام جائزة Chatham House Prize عام 2014
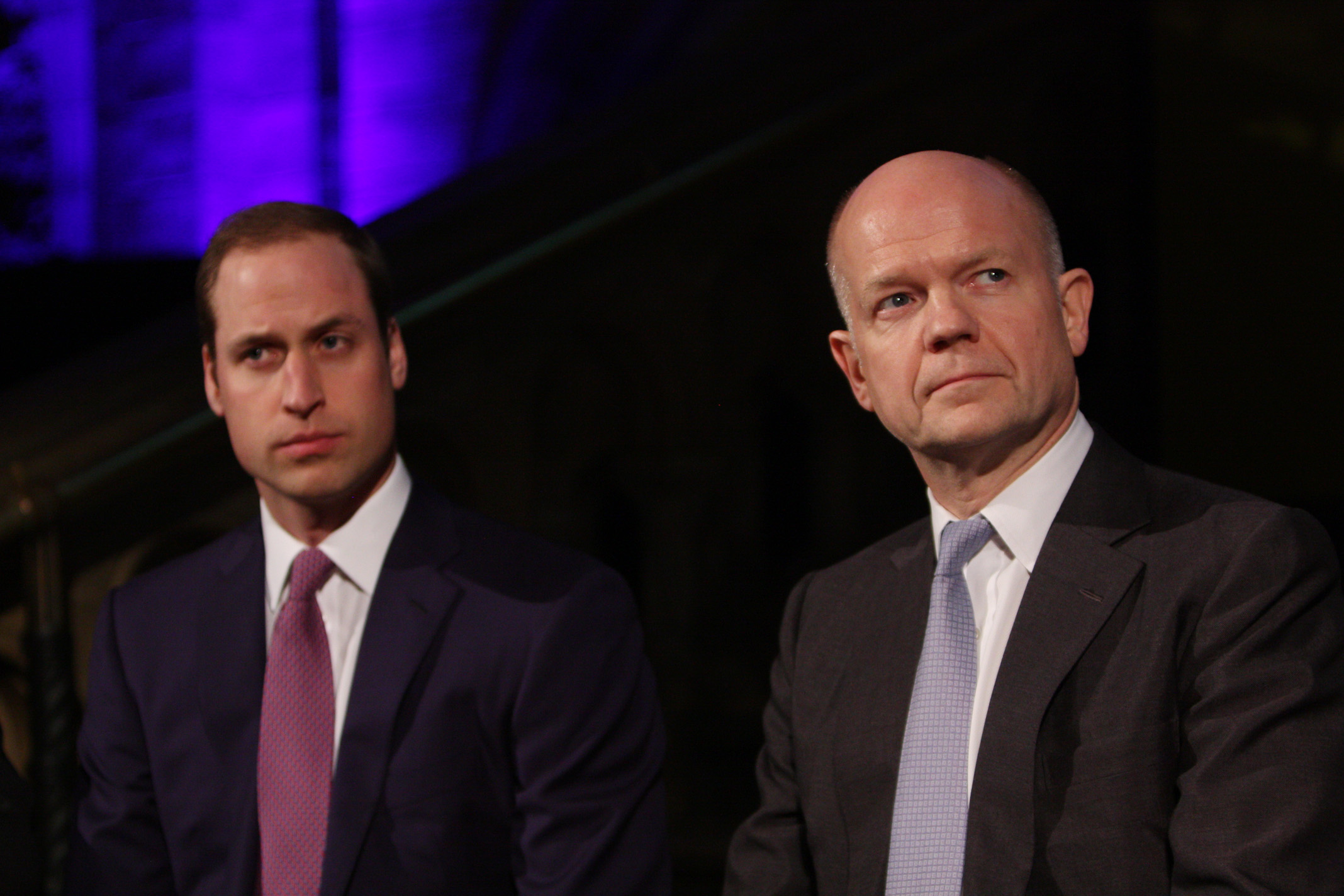
خلال مؤتمر لندن للحياة البرية
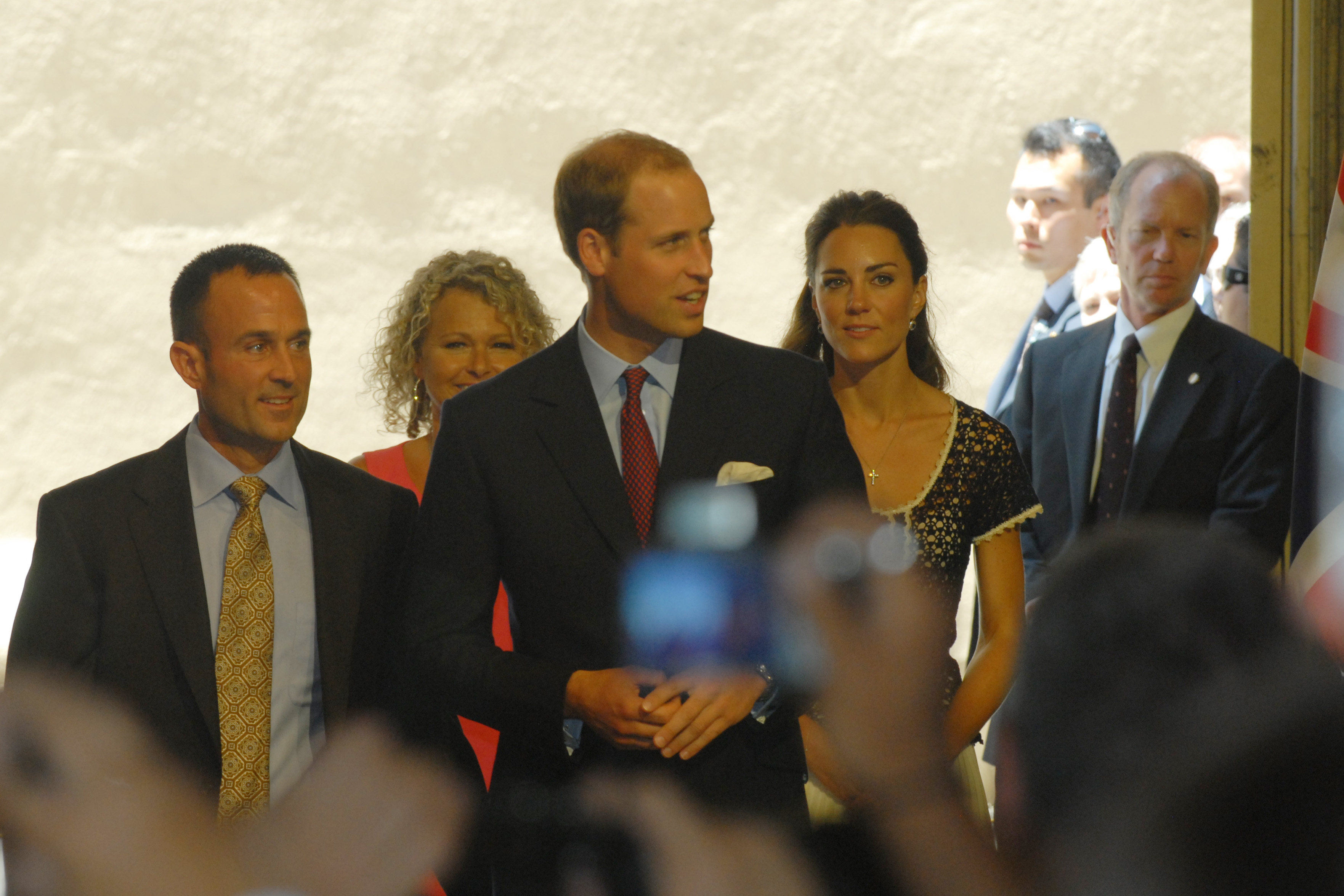
خلال زيارة الامير Sony Pictures Studios
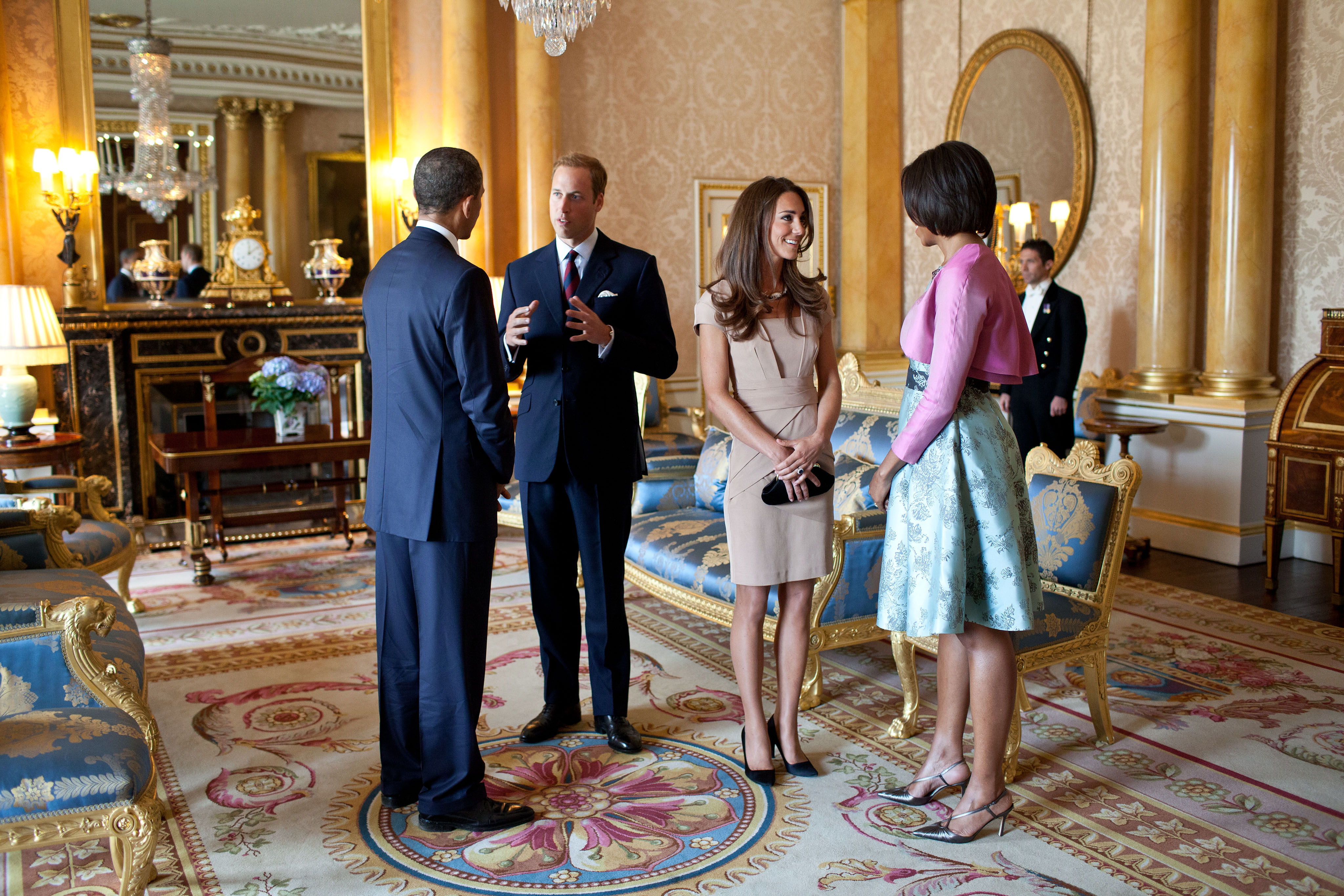
خلال لقاء الامير وليام وزوجته بالرئيس الامريكي باراك اوباما
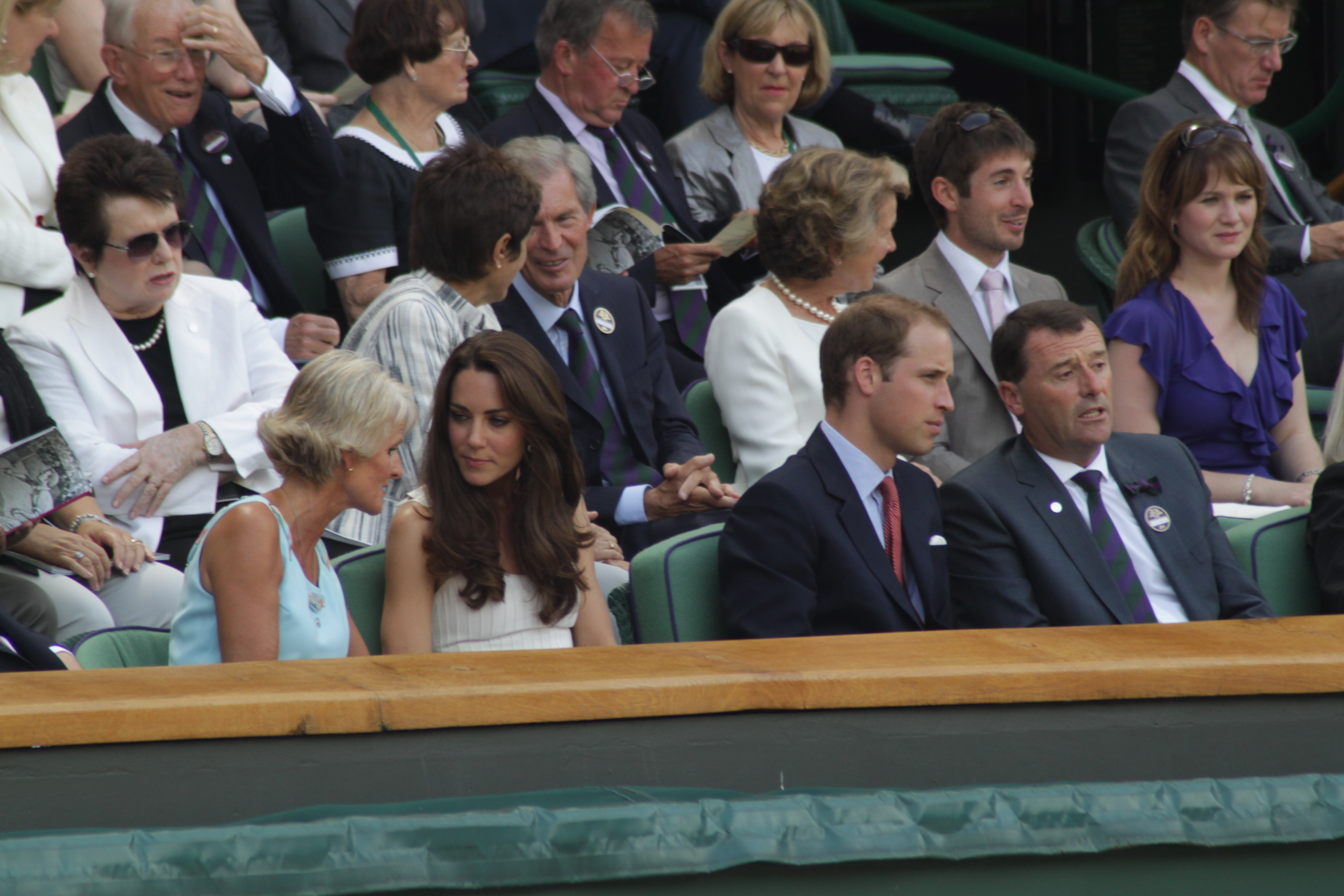
الامير ويليام وزوجته خلال بطولة ويمبيلدون المفتوحة للتنس 2011
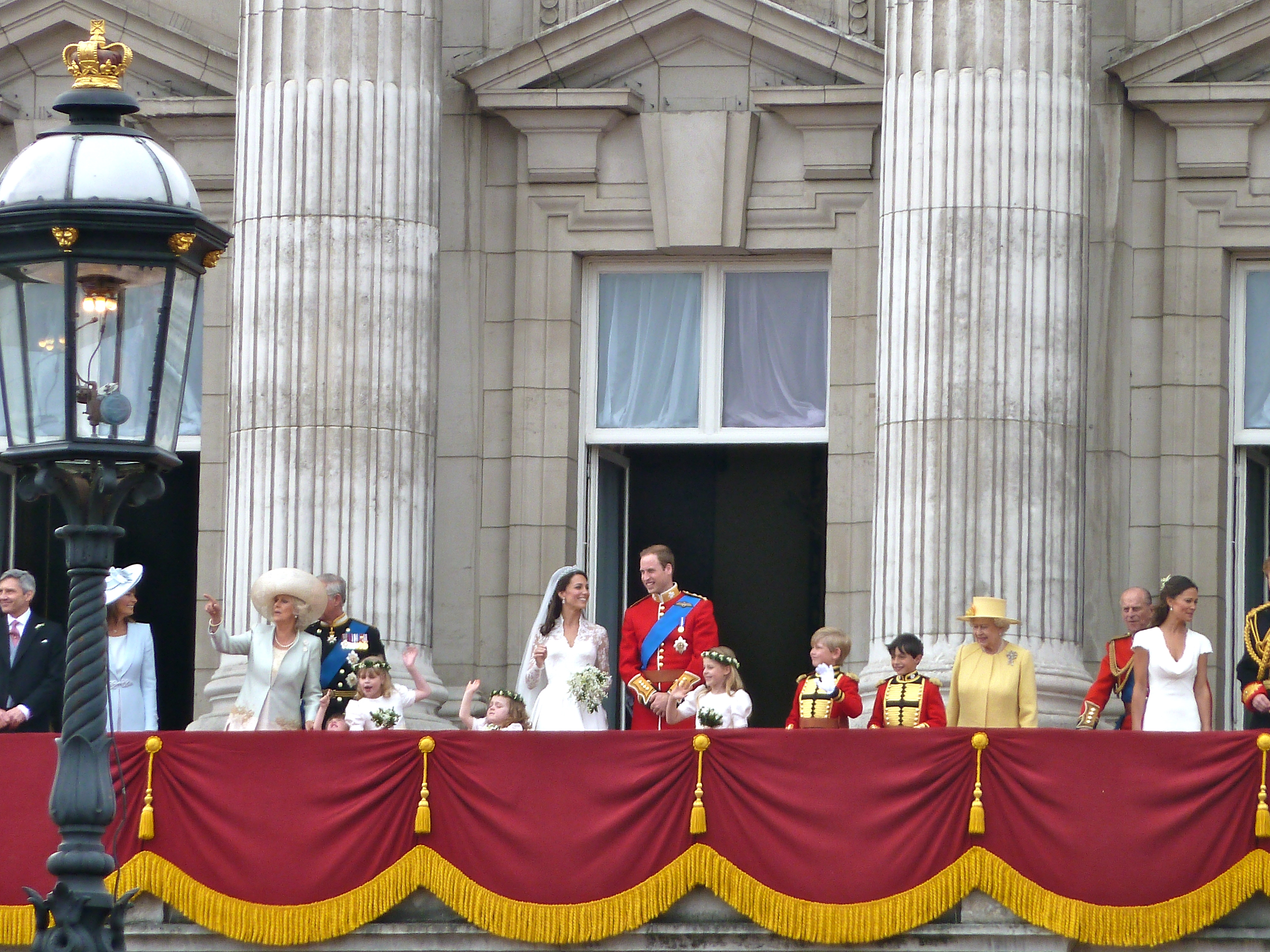
العائلة الملكية البريطانية خلال حفل زفاف الامير ويليام
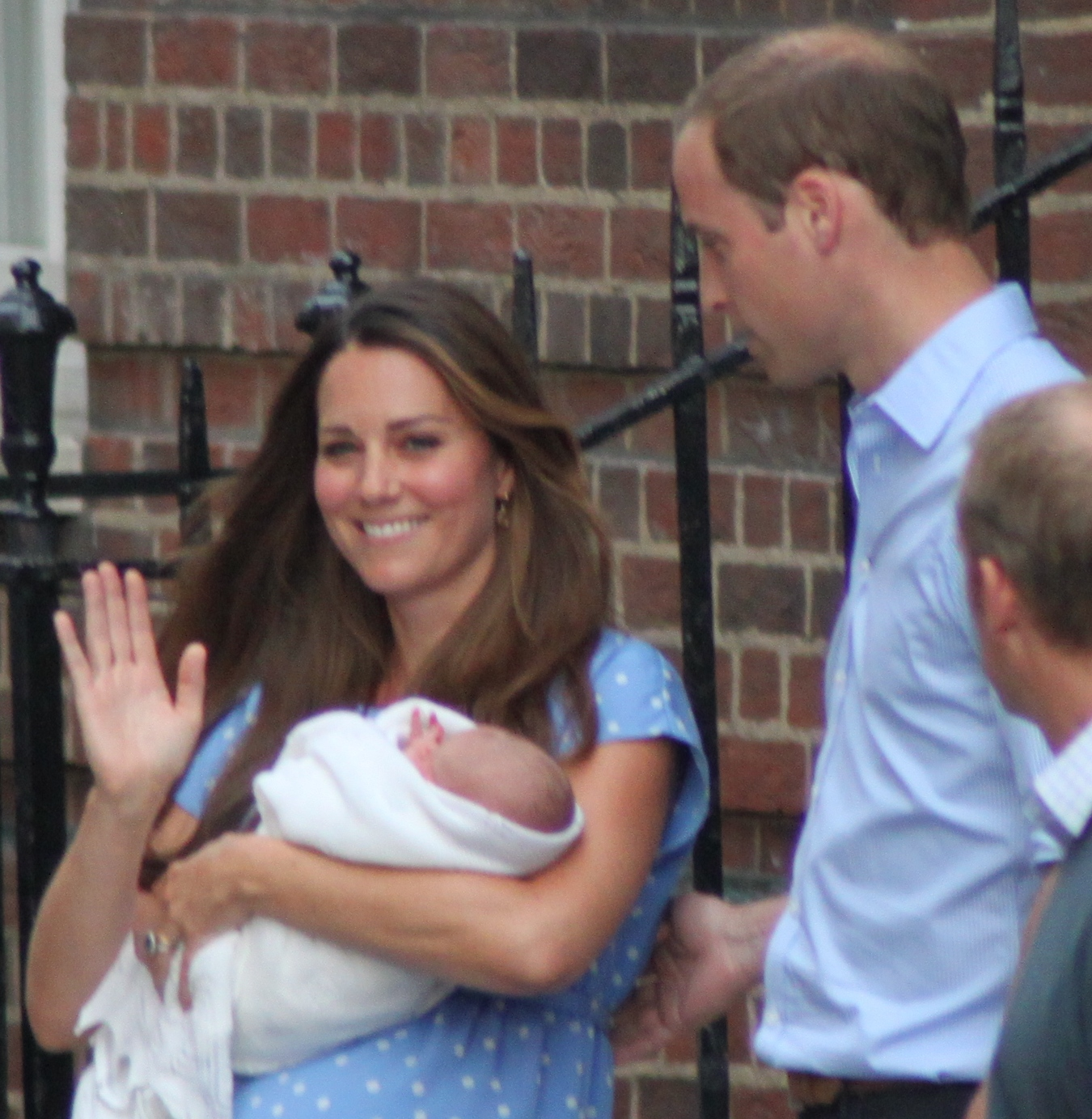
الامير والاميرة مع طفلهم
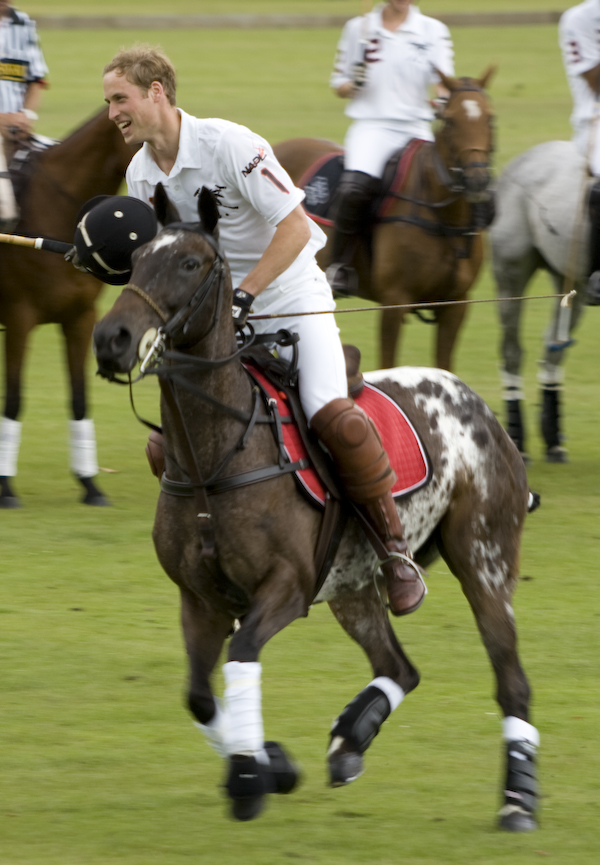
الامير ويليام خلال لعبة البولو التي هي احد هواياته
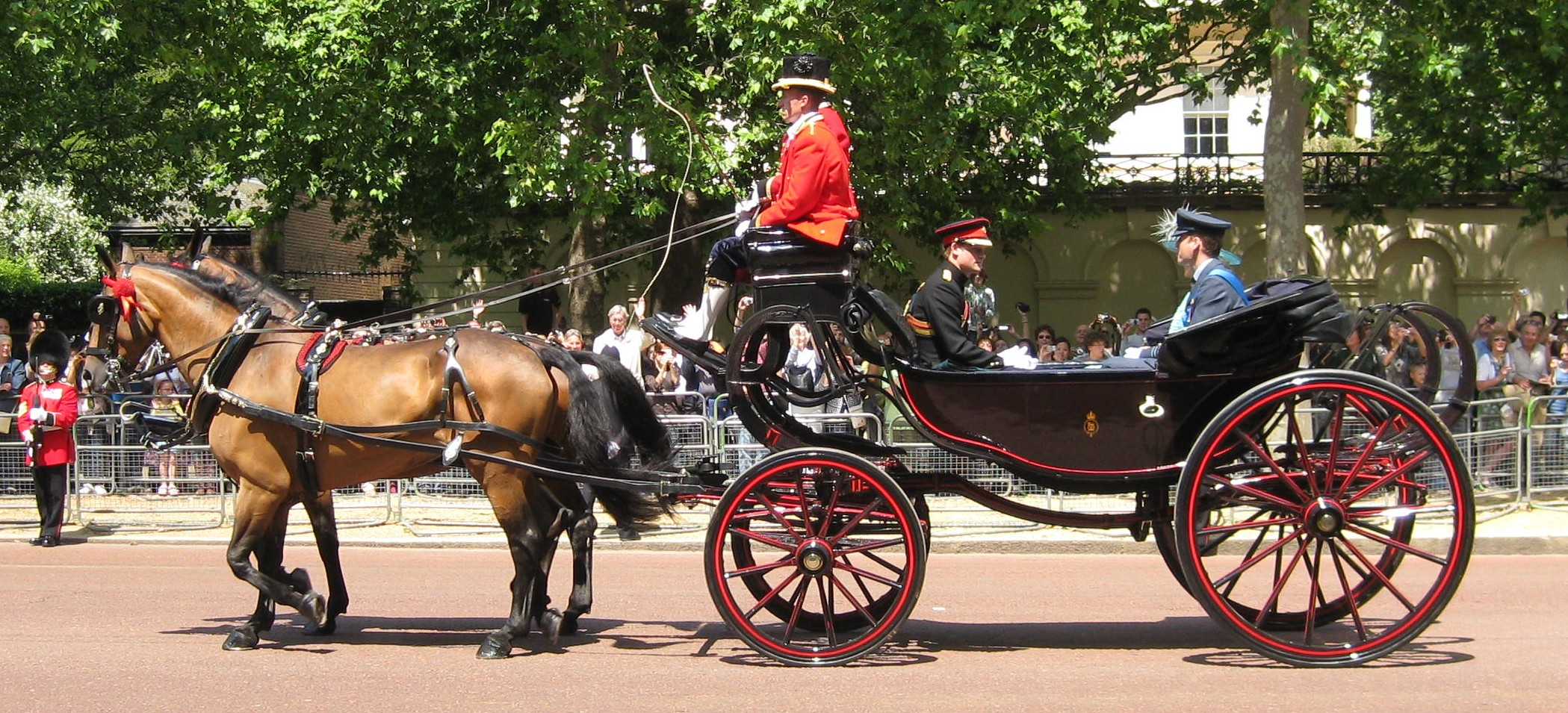
الامير وليام والامير هينري
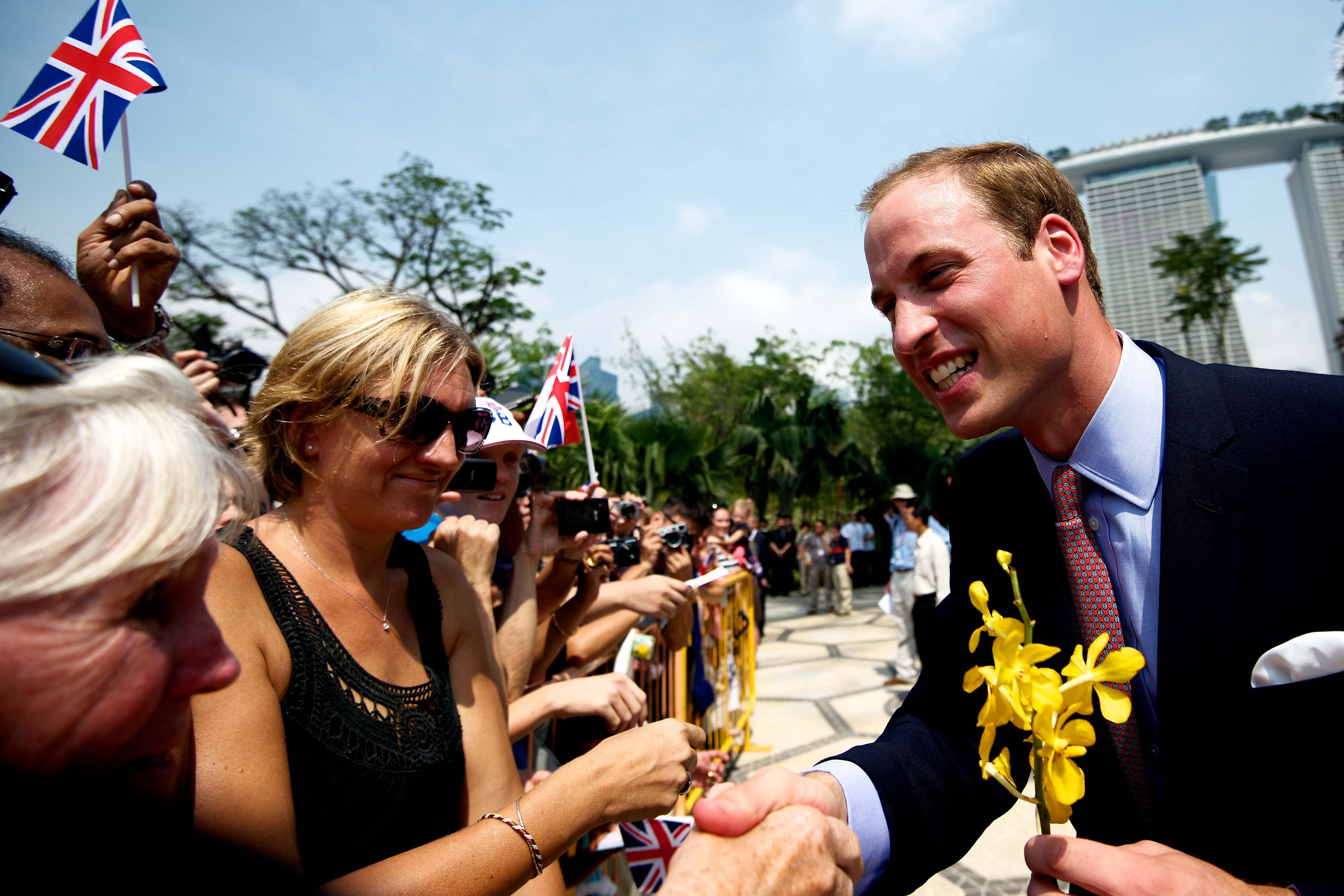
الامير ويليام خلال تبادل الحديث مع البعض
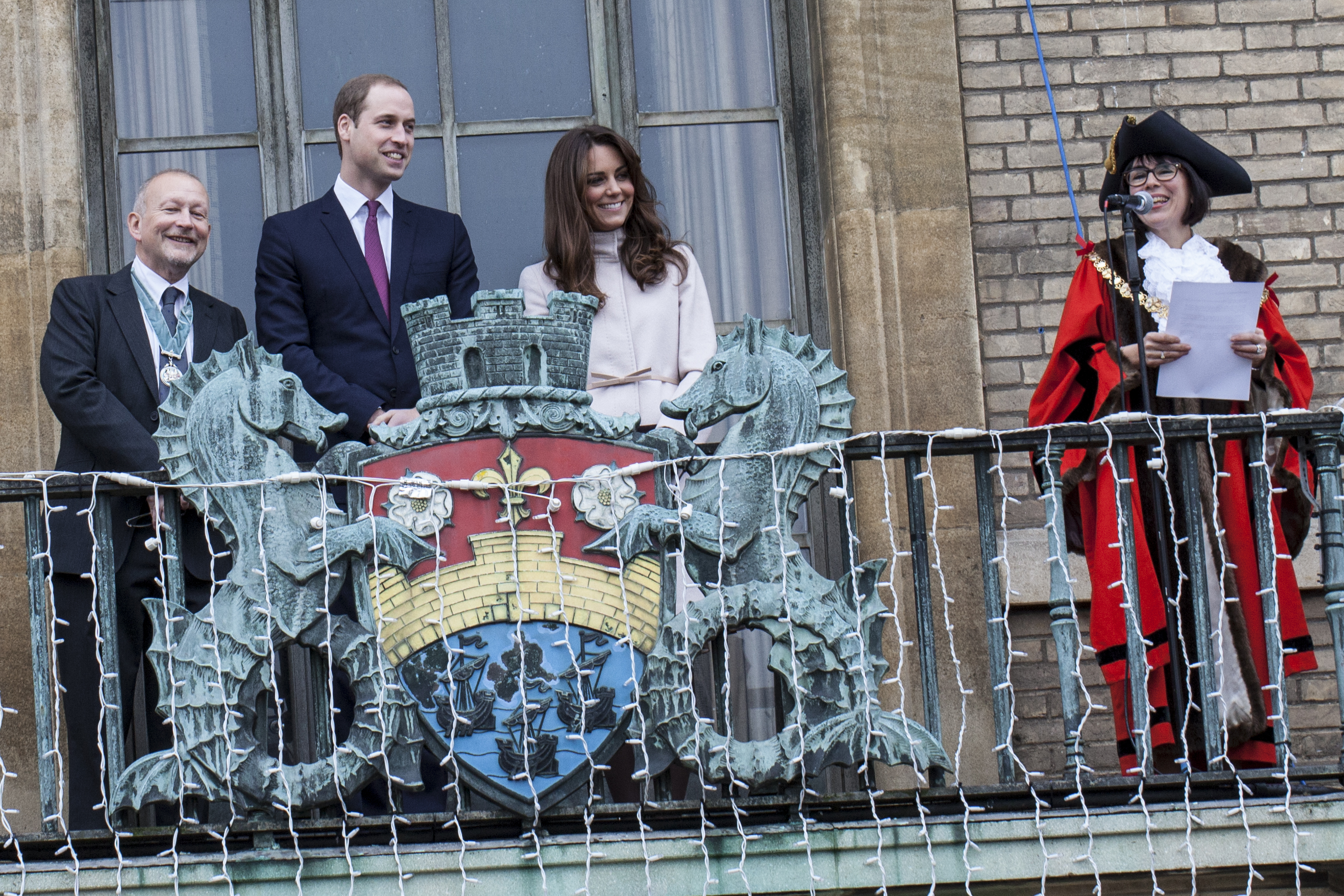
خلال احد زيارات الامير ويليام وزوجته
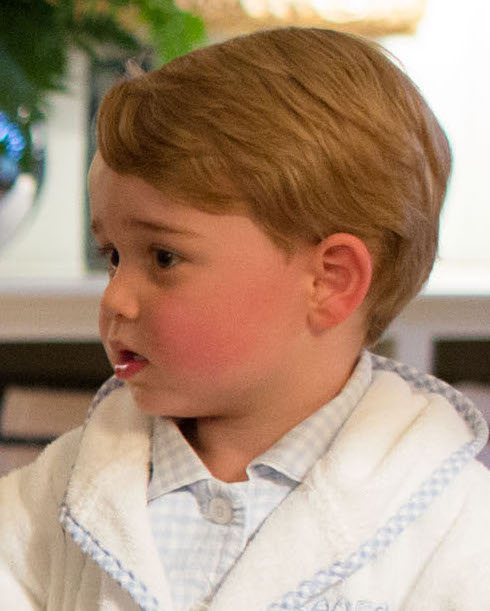
الامير جورج نجل الامير ويليام الاول

## روابط خارجية
- ويليام أمير ويلز على موقع IMDb (الإنجليزية)
- ويليام أمير ويلز على موقع الموسوعة البريطانية (الإنجليزية)
- ويليام أمير ويلز على موقع مونزينجر (الألمانية)
- ويليام أمير ويلز على موقع ميوزك برينز (الإنجليزية)
- ويليام أمير ويلز على موقع إن إن دي بي (الإنجليزية)
- ويليام أمير ويلز على موقع قاعدة بيانات الفيلم (الإنجليزية)
- ويليام أمير ويلز على موقع كينوبويسك (الروسية)